# Kabusecha
Kabusecha är ett japanskt te, inte helt olikt Gyokuro, som delvis odlats i skugga. En av de stora skillnaderna är dock att medan Gyokuro skuggas 70–90 % i cirka tre veckor så skuggas kabusecha bara omkring 50 % i cirka 10 dagar. En annan skillnad är att Kabusecha ofta görs på samma tesorter som Sencha, medan Gyokuro har lite egna sorter. Det händer dock att man använder de tesorter som man vanligtvis gör Gyokuro av till att göra Sencha, och troligtvis även tvärtom, så dessa gränser är inte helt bestämda.

## Effekten av skuggning
Som ovan nämnt skuggas Kabusecha i cirka 10 dagar. Effekten detta har på teet tros vara att det ökar halten aminosyror (Teanin) och koffein, samtidigt som halten av catechin (en antioxidant som gör teet bittrert) minskar. Detta resulterar då i en form av söthet man sällan ser i andra teer.

## Källförteckning
1. ↑  ”Skillnaden mellan olika gröna teer, Sencha och Gyokuro (japanska)”. Arkiverad från originalet den 22 juli 2011. https://web.archive.org/web/20110722130308/http://www.ujien.jp/lecture/kind/gyokuro-sencha/index.html. Läst 24 november 2010.
2. ↑  ”About the effects of the shading process, and the components of this tea compared to others”. Arkiverad från originalet den 23 december 2015. https://web.archive.org/web/20151223084441/http://www.ippodo-tea.co.jp/en/tea/gyokuro_02.html. Läst 24 november 2010.